# Shahrestān di Kangan
Lo shahrestān di Kangan (farsi شهرستان كنگان) è uno dei 9 shahrestān della provincia di Bushehr, in Iran. Il capoluogo è Bandar-e Kangan. Lo shahrestān è suddiviso in 2 circoscrizioni (bakhsh): 
- Centrale (بخش مرکزی)
- 'Asaluyeh (بخش عسلویه), con le città di 'Asalūyeh e Nakhl-e Taqi.